# 동아프리카 보호령
동아프리카 보호령(East Africa Protectorate, 영국령 동아프리카라고도 함)은 인도양 내륙에서 서쪽의 우간다와의 국경까지 오늘날의 케냐와 거의 같은 지형을 차지하는 아프리카 대호수의 한 지역이었다.  19세기 후반에 영국의 통제를 받았고, 1880년대에 이 지역에 대한 영국의 상업적 이익에서 성장했으며 1920년에 케냐의 식민지가 될 때까지 보호령으로 남아 있었다. 단, 케냐 보호국이 된 독립적인 16-킬로미터-wide (10 mi) 해안 지방은 제외한다.

## 통치
동아프리카의 인도양 해안일대는 잔지바르(Zanzibar)에 거점을 둔 잔지바르 술탄이 실질적으로 통치하면서, 항만의 경영 및 농장 경영, 노예 무역을 벌였다. 1840년대부터 유럽인 선교사가 명목상 잔지바르의 술탄의 보호아래 몸바사의 해안주변부터 킬리만자로 산까지 입식했다. 영국은 19세기말 노예 무역을 금지하고, 동아프리카의 항구를 점령하는 잔지바르를 압박했다.
1886년8월, 훗날 탄자니아에 해당하는 지역을 식민지화시키려고 잔지바르에 함대를 보낸 독일 제국에 대해, 잔지바르로부터 지원요청을 받은 영국도 동아프리카에 개입했다. 프랑스를 사이에 두고 3개국의 협의결과, 분할선이 그어지며, 경계선의 남쪽 현재의 탄자니아에 해당하는 부분(독일령 동아프리카)을 독일이, 경계선의 북쪽 현재의 케냐에 해당하는 부분을 영국이 가지게 되었다.
영국 정부는 당초 아프리카 대륙 남부의 권익확보에 힘을 주력할 여유가 없었기 때문에 민간의 손을 빌려 인도양 전역에 항로를 넓혀 잔지바르 술탄국 및 동아프리카 일대와 상거래를 하고 있던 영국 인도증기선 회사(British India Steam Navigation Company）의 사장 윌리엄 매키논(William Mackinnon)에게 아프리카 동부에서 영국의 세력권 건설을 요청했다. 매키논은 영국 동아프리카 협회(British East Africa Association)을 결성하고, 1888년 대영 제국 동아프리카 회사(Imperial British East Africa Company, IBEA)을 설립할 수 있는 면허를 받았다. 이 통치범위는 케냐 최장길이의 하천 타나 강(Tana)의 하구부터 몸바사를 거쳐 독일령 동아프리카와의 경계선까지 150마일（240km）의 해안선에 이르렀다. 이에 앞서 베를린 회의(1884년~1885년)에 결정된 아프리카 분할의 원칙에서 연안부를 영유한 국가는 뒤쪽의 영역도 인정되었기 때문에 세력권은 거의 현재의 케냐에 해당하였다. 거기에 1890년 우간다도 세력권에 흡수했다.
영국 동아프리카 회사는 몸바사에서 빅토리아호에 이르는 철도(우간다 철도)건설 및 농지개발등을 시작했으나, 부간다 왕국(현재 우간다)의 카바카(왕)및 각지를 지배한 선교사들과 대립이 일어나 이 해결에 힘과 시간을 할애해 경영은 악화되었다. 1895년7월 1일,영국 정부는 보호령화를 선언하고 영국 외무성의 관리하에 두어, 1902년에는 우간다도 그 일부가 되었다. 1902년 동아프리카 신지케이트(East Africa Syndicate)는 내륙고원지대에 백인식민지를 만들고 500평방마일(1,300평방km)의 개발허가를 얻었다. 1905년에는 관할은 식민지성으로 옮기고, 같은해 수도는 해안의 몸바사에서 내륙고원지대의 나이로비로 옮겼다.
제1차 세계 대전의 아프리카 전선의 전투을 거쳐 1920년에는 보호령에서 본국직할이 된 케냐 식민지이다.

## 성장

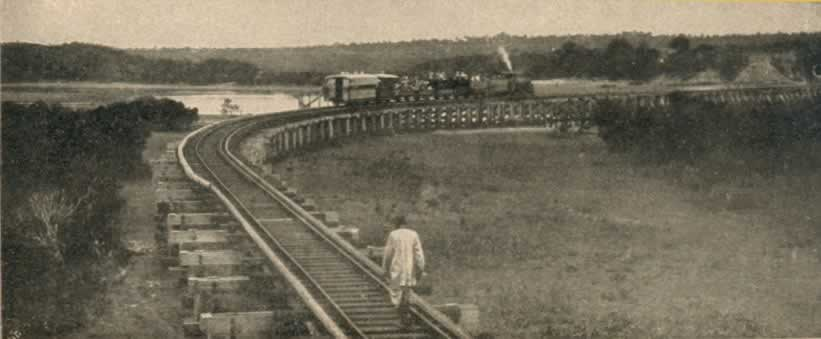
몸바사 근교의 우간다 철도, 1899년경

1902년 4월, 영국령 동아프리카 최초의 토지출원이 "동아프리카 신디케이트"(East Africa Syndicate)에 의해 이루어졌다. 이 회사는 영국 남아프리카 회사에 속한 출자자들이 설립한 것으로 기후가 좋고 서늘한 고원지대의 500평방마일의 토지를 유럽인에 의한 식민을 위해 사용하였다. 거기에, 유대인 입식지를 적절한 장소에 만들기 위해 출원도 했다. (영국령 우간다 계획). 1903년 4월, 영국군의 유명한 아프리카 탐험가로써 동아프리카 신디케이트의 중역이기도 했던 아메리카인 프레데릭 라셀 버남(Frederick Russell Burnham)이 광물자원을 찾기위해 탐험대를 파견했다. 존 웨스턴 블크(John Weston Brooke)가 이끄는 탐험대는 나이로비에서 에르곤 산(Mount Elgon)을 거쳐 루돌프 호수(현재 툴카나 호) 서안에서 물이 부족해 마사이 족과도 여러 번 조우하는 위험한 여행을 감행했다. 1903년, 수백명의 입식자가 남아프리카에서 케냐에 도착했다. 그러나 마사이족의 목축 권리보전을 둘러싼 문제가 일어나, 이후에는 커다란 면적의 토지이용의 출원을 받아들이지 않는다는 결정이 내려졌다.
이 식민정책의 수행을 둘러싸고, 영국령 동아프리카의 당시 변무관 찰스 에리오트 경(Sir Charles Eliot)과 영국 외무장관 랭스다운 후작(Lord Lansdowne) 사이에서 논쟁이 일어났다. 랭스다운 후작은 동아프리카 신디게이트에 내려진 계약을 지키면서, 그에 대해 500평방마일의 임대 허가를 이미 내렸다. 그러나 런던에 있던 보호령 관료와 이야기를 나눈 결과, 그는 남아프리카에서 이민자에 대해 각각 50평방마일의 임대를 주라는 에이오트의 결론을 거부했다. 에리오트 경은 새로운 임대를 금지해서 동아프리카 신디게이트의 유리한 임대계약을 지키고 랭스다운 후작의 결론을 부당한 토지독점이라고 이야기하며 사임했다. 현재 케냐 일대는 <백인고지>로써 백인이 경영하는 커피 및 차의 농원이 널려 있었고, 1930년대에는 백인의 숫자가 3만명에 달했다. 후에 고원의 토지를 점유한 백인농원은 원래의 토지소유권을 주장하는 키큐 족에 의한 마우마우단의 난등과 여러 민족주의운동의 표적이 되었다.
한편 1896년이래, 인도에서 금융, 상업, 수공업등을 하기위한 이민이 케냐에 도착해 도시부의 경제를 움직였다. 거기에 우간다 철도건설을 위해 대량의 인도인이 케냐와 우간다로 건너왔다. 인종별의 융합은 이루어지지 않아, 도시에서 거주지제한 및 고원지대에 대한 인도인 입식제한이 이루어졌으나, 인도인의 숫자는 백인을 압도했다. 1921년 단계에서 케냐의 추정인구는 2,376,000명으로 그중 9,651명은 유럽인이었고, 22,822인은 인도인, 10ㅡ102명은 아랍인이었다. 최대 도시는 몬바사로써 인구는 32,000명 이었다.

## 같이 보기
- 찰스 엘리엇
- 케냐의 식민 총독 및 행정관 목록
- 동아프리카 전역 (제1차 세계 대전)
- 케냐의 역사
- 서유럽 식민주의와 식민화 분석

### 참고 문헌
- Beck, Ann. "Colonial Policy and Education in British East Africa, 1900–1950". Journal of British Studies, vol. 5, no. 2, 1966, pp. 115–138. online
- Furley, O. W. "Education and the Chiefs in East Africa in the inter-war period." Transafrican Journal of History 1.1 (1971): 60–83.
- John S. Galbraith,  Mackinnon and East Africa 1878–1895 (Cambridge 1972)
- Gregory, John Walter. The Foundation of British East Africa (London: H. Marshall, 1901) online.
- Aim25.ac.uk: Sir William Mackinnon 보관됨 8 8월 2017 - 웨이백 머신
- Savage, Donald C., and J. Forbes Munro. "Carrier Corps Recruitment in the British East Africa Protectorate 1914–1918." Journal of African History 7.2 (1966): 313–342.
- Whitehead, Clive. "The historiography of British imperial education policy, Part II: Africa and the rest of the colonial empire." History of Education 34.4 (2005): 441–454.